# Neda Ritz
Neda Ritz (22. veljače 1943.) je hrvatska televizijska novinarka.
Radi na Hrvatskoj radioteleviziji.
1978./79. dobila je nagradu Zlatno pero.
1994. je dobila nagradu za životno djelo u novinarstvu, nagradu "Otokar Keršovani".
Odlikovana je Redom Danice hrvatske s likom Antuna Radića (1995.).
Glumila je u filmu "Bravo maestro" kao TV novinarka 1978.